# 茨城県南地域
茨城県南地域（いばらきけんなんちいき）とは、茨城県のうち、南部に位置する地域を指す。人口約100万人で、茨城県内で最も人口が多い地域である。旧新治県新治郡、筑波郡、信太郡、河内郡（稲敷郡）、旧千葉県相馬郡（北相馬郡）で構成される。茨城県内においては、一般的には県南と呼ばれる。

## 概要
茨城県南地域（以下「県南地域」）は茨城県を5つの区分に分けたものの1つである。県南地域は茨城県内では最も東京都心に近いことからベッドタウンとして開発され、また、筑波研究学園都市が開発されるなどして人口が増加した。概ね小貝川を境に左岸が常陸国、新治県を経て茨城県へ、右岸は旧下総国、印旛県、千葉県を経て茨城県へ移管された地域である。
東京のベッドタウンであることや千葉県東葛地域に隣接していることから地域内でも生活圏は多岐に亘る。以前は土浦を県南の中核都市として、常磐線沿線を中心に発展してきたが、筑波研究学園都市の成熟や、首都圏新都市鉄道つくばエクスプレス開業により、現在はつくば市を中核都市としたつくばエクスプレス沿線での開発が進んでいる。ナンバープレートは県南地域全域が土浦ナンバーであったが、2007年より、つくばエクスプレス沿線の自治体であるつくば市、つくばみらい市、守谷市ではご当地ナンバーである、つくばナンバーが導入されている。

## 該当する市町村
（市町村一覧の出典：）
- 石岡市
- 稲敷市
- 牛久市 - 業務核都市
- かすみがうら市
- つくば市 - 業務核都市・施行時特例市
- つくばみらい市
- 土浦市 - 業務核都市
- 取手市
- 守谷市
- 龍ケ崎市
- 稲敷郡
  - 阿見町
  - 河内町
  - 美浦村
- 北相馬郡
  - 利根町

## 県南地域の特色
県南地域はさらに細かく分けることができ、エリアごとにさまざまな特色がある。地域の分け方は多種あるが、ここでは現在の開発に合わせた地区を記載する。
- つくばエクスプレス（TX）沿線地区（つくば市・つくばみらい市・守谷市）

県南地域の最も西側に位置する地区である。つくばエクスプレスや常磐自動車道が通るなど東京都心への時間距離が最も近いエリアであり、つくばエクスプレスを通じて一体的な開発が行われている。つくばエクスプレス沿線地区は、筑波研究学園都市・テクノパーク桜・研究学園葛城地区・常総ニュータウン（北守谷・南守谷・絹の台）・パークシティ守谷などの計画的に作られた新しい街が多いのが特徴で、現在最も人口の増加が進んでいる地区である。茨城県は、環境、福祉、情報化などの分野で先進的な取組みを行い、豊かな自然の中に利便性に富む都市機能とゆとりある居住環境が調和した、21世紀の日本の居住環境をリードするモデル的なまちづくりを当地域で推進している。
- 取手・牛久・龍ケ崎地区（取手市・牛久市・龍ケ崎市・稲敷郡阿見町・北相馬郡利根町）

県南地域の最も南側に位置する地区である。国道6号（旧水戸街道）、JR常磐線（北相馬郡利根町を除く）があり、県南地域の中でも東京都心のベッドタウン化が最も早く進んだ。龍ケ崎市は竜ヶ崎ニュータウンとして開発され、取手市、牛久市はさまざまな小・中規模の開発やニュータウンの開発が進み、人口が増加した。現在では人口の伸びは落ち着いているが、人人ニュータウンひたち野中央、常総ニュータウン取手ゆめみ野地区など、現在も開発が進められているところもある。首都圏中央連絡自動車道（圏央道）が通っていることから、新たな発展が期待される。一方、鉄道が通っていない利根町は2017年、県南地域では初の過疎地域に指定された。
- 土浦・石岡地区（土浦市・石岡市・かすみがうら市）

県南地域で最も北側に位置する地区である。国道6号（水戸街道）、常磐自動車道、JR常磐線が主要な交通軸である。東京都心へのベッドタウンとしての性格は弱く、土浦・千代田工業団地、土浦北工業団地、柏原工業団地等、工業の集積が進んでいる地区である。土浦は江戸時代から土浦城の城下町として、石岡は古代に常陸国府が置かれ、地域内でも長い歴史を持っている。今後、茨城空港（石岡地域に隣接）や国道6号千代田石岡バイパスなどの広域交通ネットワークが整備される予定である。
- 稲敷地区（稲敷市・稲敷郡河内町・美浦村）

県南地域で最も東側に位置する地区である。霞ヶ浦（西浦）と利根川に囲まれた穀倉地帯で、農業が盛んであるが、現在は人口減少が進んでおり、稲敷市と河内町は2022年4月、県南地域では利根町に次いで過疎地域に指定された。首都圏中央連絡自動車道（圏央道）が通っており、成田国際空港に程近い地域として発展の望まれる地区である。